# 円応寺 (大田区)
圓應寺（えんのうじ）は、東京都大田区にある真言宗智山派の寺院。

## 概要
創建年代は不明である。寺の公式サイトでは「約六百年の歴史をもつ由緒あるお寺です。」としている。また寺が保有している板碑には「永仁2年（1294年）」の銘があるものがある。
境内には、庚申供養塔があり、大田区の有形民俗文化財に指定されている。

## 交通アクセス
- 矢口渡駅より徒歩15分。